# Audio Interchange File Format
Audio Interchange File Format (in acronimo AIFF) è uno standard di formato digitale per file audio, usato per memorizzare dati audio su personal computer e altri dispositivi elettronici. Il formato è stato sviluppato nel 1988 da Apple Inc. sulla base dell'Interchange File Format (IFF, 1985) della Electronic Arts.

## Descrizione
Nella maggior parte dei file AIFF i dati audio sono in formato PCM non compresso, per questo motivo i file tendono ad essere molto più grandi rispetto ad altri formati con perdita di dati come MP3, ma anche rispetto a formati senza perdita di dati (ma compressi) come il FLAC; esiste però anche una variante compressa di AIFF nota come AIFF-C o AIFC.
Oltre ai dati audio, AIFF può includere dati del punto di loop e la nota musicale di un campione, utili per l'uso con campionatori hardware (tastiere musicali, ecc.) e applicazioni musicali.
L'estensione standard dei file in formato AIFF è .aiff o .aif., mentre per la variante compressa in genere è .aifc.